# 沃爾登 (加利福尼亞州)
沃爾登（英語：Waldon）是位於美國加利福尼亞州康特拉科斯塔縣的一個非建制地區。該地的面積和人口皆未知。

## 地理
沃爾登的座標為37°55′35″N 122°03′20″W / 37.92639°N 122.05556°W，而該地的平均海拔高度為28米（即92英尺）。